# Pronoctua longidens
Pronoctua longidens är en fjärilsart som beskrevs av Smith 1890. Pronoctua longidens ingår i släktet Pronoctua och familjen nattflyn. Inga underarter finns listade i Catalogue of Life.